# Henry Mordaunt, II conte di Peterborough
Henry Mourdant, II conte di Peterborough (15 novembre 1621 – 19 giugno 1697), fu un nobile, militare e cortigiano britannico.

## Contro e con il re
Henry Mourdant nacque il 15 novembre 1621 da John Mourdant, I conte di Peterborough (morto nel 1643), e da Elizabeth Howard. Insignito del titolo di lord Mourdant nel 1628, fu educato a Eton sotto l'egida di Henry Wotton e poco prima dello scoppio della guerra civile inglese venne mandato in Francia.
Nel 1642 tornò in patria servendo per breve tempo l'esercito dei Roundhead comandando la truppa di cavalieri del padre. Dopo la morte di questi nel 1643 Henry disertò a favore del re presso Oxford e insieme all'esercito realista combatté alle battaglie di Bristol, Gloucester e Newbury. Durante quest'ultima battaglia venne ferito al braccio e alla coscia. Prese il comando di un reggimento messo insieme a proprie spese e passò l'anno seguente a combattere a Cropredy Bridge e Lostwithiel.
Nel dicembre del 1644 sposò Penelope O'Brien da cui ebbe due figlie e poco dopo si recò in Francia. Nel 1646 tornò a casa nel tentativo di rimettere in ordine le proprietà di famiglia e l'estate seguente decise di fare un altro sforzo in favore del re alleandosi con George Villiers, II duca di Buckingham ed Henry Rich, I conte di Holland. Il piano era quello di assediare Reigate, ma l'impresa fallì e il loro esercito venne ricacciato indietro fino a Kingston upon Thames e quindi disperso nei pressi di Harrow.
Henry venne ferito, ma riuscì a scappare ad Anversa tornando in Inghilterra solo nel 1649.

## I due re
Quando nel 1662 Carlo II d'Inghilterra sposò Caterina di Braganza acquisì Tangeri come parte della dote della moglie e vi mandò Henry in qualità di governatore. Questi vi risiedette per poco, si occupò di fortificare il porto e tornò in patria.
Allo scoppio della seconda guerra anglo-olandese Henry fu fra i volontari che si arruolarono sulla Unicorn e combatté alla battaglia di Lowestoft sotto la guida di Giacomo duca di York nel 1665.
Nel 1672 fu lui a comandare la Prince alla battaglia di Solebay. L'anno dopo venne mandato in qualità di ambasciatore a perorare la proposta di matrimonio del duca di York, fratello del re, a Claudia Felicita d'Austria, ma la determinazione mostrata da Leopoldo I d'Asburgo nel volerla prendere in moglie pose fine al progetto. Scemata questa possibilità Henry venne incaricato di verificare le attrattive di altre nobili europee, il duca fra queste scelse Maria Beatrice d'Este e nell'agosto 1673 Henry si recò a Modena per discutere del matrimonio. Sebbene il papa Clemente X avesse rifiutato la dispensa per un matrimonio fra una principessa cattolica e un principe non dichiaratamente cattolico, la famiglia di Maria Beatrice superò i propri scrupoli religiosi e in quell'autunno Henry scortò la giovane in Inghilterra.
Il 10 luglio del 1674 Henry giurò per entrare nel Consiglio privato di sua maestà, ma sei anni dopo perse l'incarico quando fu sospettato di far parte del Complotto papale, poi scoperto falso. Le conseguenze non furono durature, l'anno dopo il duca di York lo chiamò in Scozia perché lo scortasse nel suo rientro in Inghilterra; il 28 febbraio 1683 tornò nel consiglio.
All'incoronazione di Giacomo II d'Inghilterra nel 1685 Henry portò lo scettro e poco dopo divenne Groom of the Stole e fu fatto membro dell'ordine della Giarrettiera.
Nel 1688 a causa della Gloriosa Rivoluzione Giacomo lasciò il paese ed Henry provò a seguirlo, ma venne preso nei pressi di Ramsgate e portato alla Torre di Londra il 24 dicembre 1688.
Il 26 ottobre 1689 venne privato di tutti i suoi incarichi e accusato di alto tradimento insieme a James Cecil, IV conte di Salisbury a causa del loro riavvicinamento alla Chiesa cattolica. Il processo tuttavia non si tenne ed egli venne rilasciato su cauzione nel 1690.
Henry morì il 19 giugno 1697.
Dal suo matrimonio con Penelope erano nate Elizabeth, che morì nubile, e Mary (1659circa-17 novembre 1705), che sposò Henry Howard, VII duca di Norfolk dal quale divorziò nel 1700. Penelope morì nel 1702. La contea andò a suo nipote Charles Mordaunt, III conte di Peterborough, mentre la baronia di Mordaunt andò alla figlia Mary.